# 서경주 (축구 선수)
서경주(徐炅主, 1997년 8월 11일~)는 대한민국의 축구 선수로, 포지션은 왼쪽 풀백이다.

## 구단 경력
2019년 서경주는 전주대학교를 떠나, K리그2 서울 이랜드 FC와 첫 프로 계약을 맺었다. 3월 3일 광주 FC와의 시즌 개막전이자 홈 개막전에 72분 경 권기표를 대신해 교체 출장하여, 자신의 프로 데뷔 무대를 가졌다. 4월 14일 K리그2 6라운드 FC 안양과의 경기에서 선발 출장하여, 38분 경 50미터가 넘는 거리를 단독 드리블로 돌파한 후 자신의 프로 데뷔 골이자 팀의 동점골을 터뜨렸다. 이 경기에서 서울 이랜드는 이 골을 밑거름으로 4:1 대승과 팀의 시즌 첫 리그 승을 거두었다.
2021시즌을 앞두고 대구 FC로 이적했다.

## 국가대표 경력
서경주는 김학범이 이끄는 대한민국 U-23 축구 국가대표팀에 소집되었다. 2019년 3월 22일 대만 U-23과의 AFC U-23 챔피언십 예선 조별리그 H조 1차전에서 39분 경 우측에서 왼발로 올린 코너킥이 그대로 골문에 빨려 들어가 득점을 기록하기도 했다. 해당 경기에서 대한민국 U-23은 8 - 0 대승을 거두었다.